# Michel-Richard Delalande

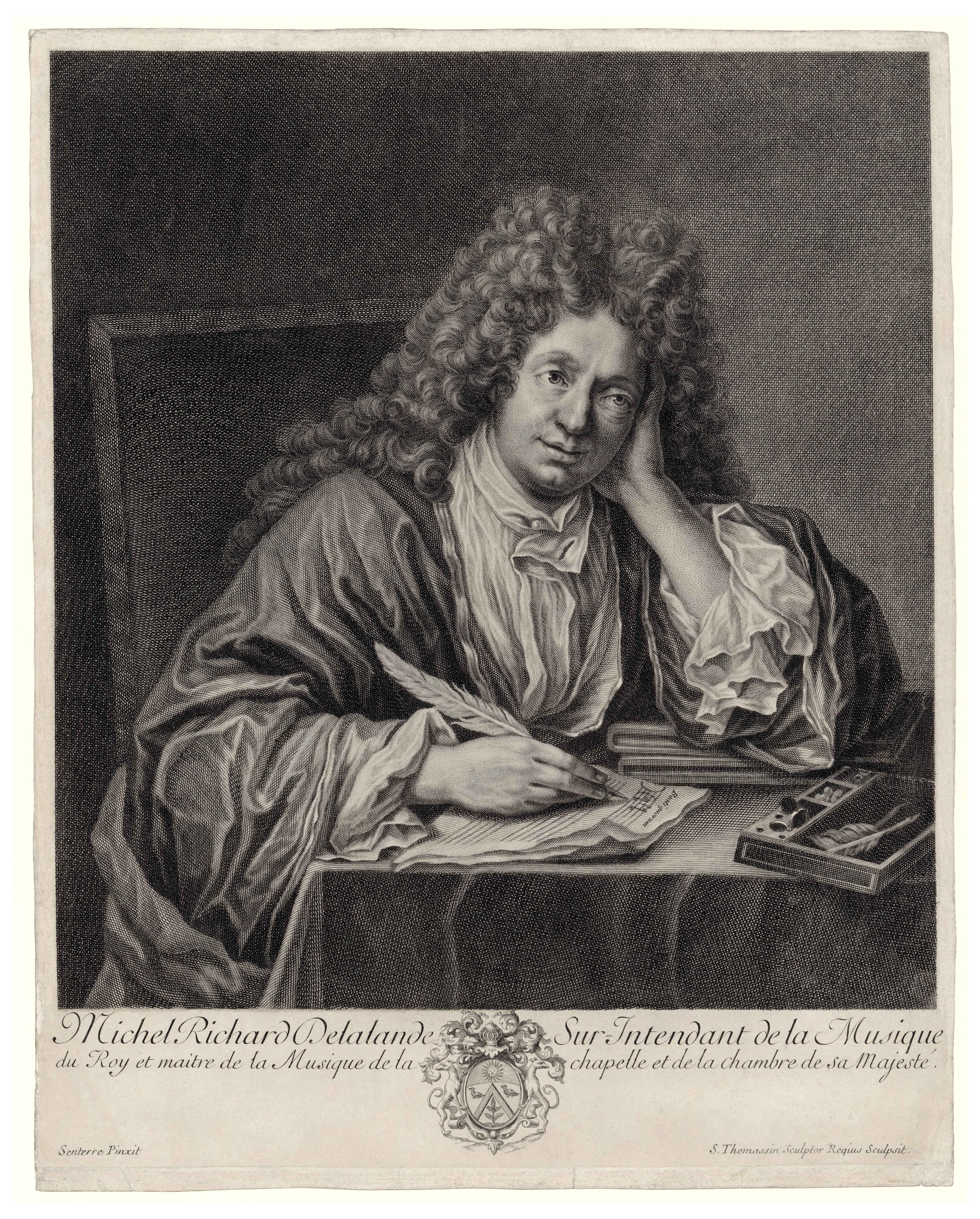
Grabado que representa a Michel-Richard Delalande.

Michel-Richard Delalande (París, 15 de diciembre de 1657-Versalles, 18 de junio de 1726), también de Lalande y de la Lande, fue un compositor, organista y violinista francés. Dos años después de la muerte de Lully, los favores de Luis XIV le aseguraron a Delalande el puesto de director de orquesta. A partir de 1672 comienza una corta carrera de violinista. Más tarde, en 1674, llega a ser organista. Desde entonces se consagra, sobre todo, a la música religiosa, probablemente por pedido del Rey Sol.
Dentro de su repertorio de música sacra, Delalande cuenta con un total de 71 grandes motetes, entre los que hay que señalar De Profundis (1688), Confitebor tibi Domine (1699), Exaltabo te Domine (1704) y el sublime Miserere à voix seule (1711). Resultan también dignas de mención sus Leçons de Ténèbres (1680), compuestas especialmente para ser interpretadas durante los oficios de Semana Santa.
Delalande fue autor, asimismo, de música profana, esto es, divertimentos y ballets para la corte, como sus célebres Symphonies pour les soupers du Roy (1690-1700).

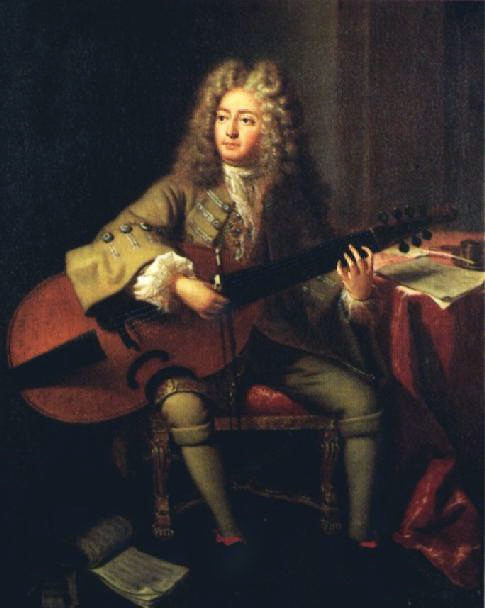
Marin Marais en 1704

## Formación y juventud
Michel-Richard Delalande, conocido como de Lalande, nació en París el 15 de diciembre de 1657. Fue el decimoquinto y último hijo de Michel Delalande y Claude Dumoustierc. Sus padres eran sastres establecidos en la parroquia parisina de Saint-Germain- El Auxerrois. Entre 1667 y 1672, en compañía del joven Marin Marais, entró en esta iglesia real como  niño cantor en el coro. Allí recibió una formación completa como cantor (para el canto llano necesario para la liturgia y como corista). También se forma en la práctica instrumental (en su caso, la del teclado: clavecín y órgano para poder ayudar al profesor). La educación de los niños de este tipo de grupos es también literaria (francés y latín) y se les enseña aritmética. El maestro de música (que aún no era llamado maestro de capilla), François Chaperon, detectó en él un don especial para la música y, dada su notable voz, le confió las partes que se debían cantar a solo.
Sale de la iglesia de Saint-Germain-l'Auxerrois con una propina excepcional de 150 libras. Huérfano a los quince años, fue acogido por una de sus hermanas, que vivía en la calle Bailleul y admiraba su voz. Continuó su formación de manera autodidacta. Su cuñado organizó conciertos en los que se interpretaban obras del joven Delalande.

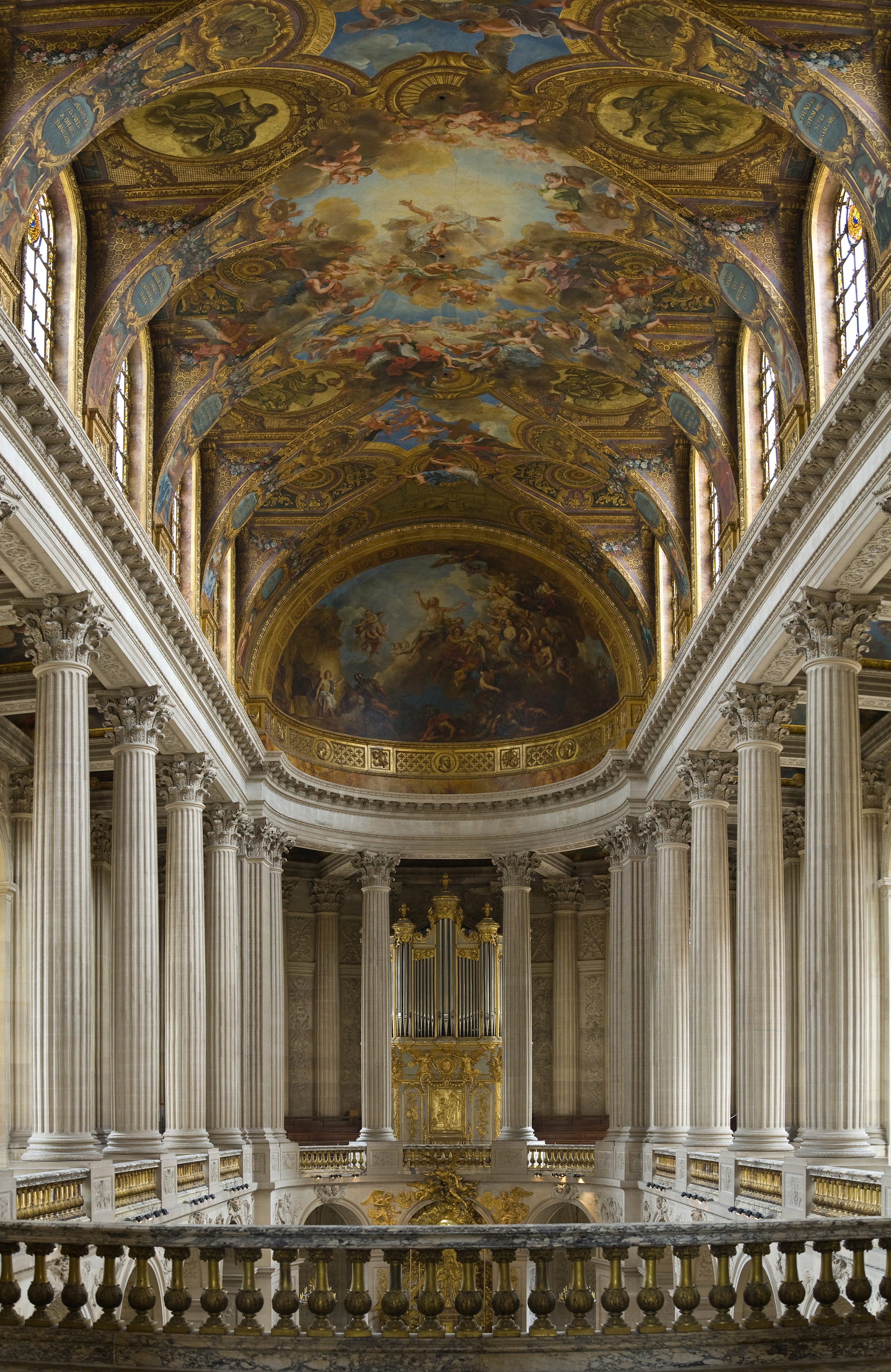
La Capilla Real del Palacio de Versalles.

Intentó en vano ser admitido como violinista en la Real Academia de Música, dirigida por Lully. Luego inició su carrera como organista, principalmente en la iglesia de Saint-Gervais, donde ocupó el cargo hasta que el joven François Couperin pudo suceder a su padre. También fue organista de la iglesia Grands-Jésuites de Saint-Louis y del Convento del Pequeño San Antonio. El padre Fleuriau lo eligió para acompañar varias tragedias representadas entre los jesuitas.
En junio de 1678, durante un concurso para el puesto de organista abierto tras la muerte de Joseph de La Barrec, fue presentado al rey Luis XIV en Saint-Germain-en-Laye. Sin embargo, el soberano lo consideró demasiado joven. A pesar de este fracaso, se convirtió en profesor de clavecín del duque Anne-Jules de Noailles, futuro mariscal. Allí obtuvo una excelente reputación, lo que le permitió enseñar a dos hijas de Luis XIV y Madame de Montespan, Louise-Françoise de Bourbon y Françoise-Marie de Bourbon. Por esto el rey le ofreció alojamiento en el castillo de Clagny.
Una obra de Delalande, representada en la Sainte-Chapelle, fue citada en abril de 1680 por el Mercure galant. Era la Música para el oficio de tinieblas; estaba interpretada con composiciones de François Chaperon, ex profesor y maestro de música de la Saint-Chapelle, y de Lalouette, amigo de Chaperon.
En mayo de 1682, reemplazó al organista de la iglesia de Saint-Jean-en-Grève, Pierre Méliton, que había perdido el uso de una mano. Este nombramiento, por intervención de Luis XIV, anulaba el deseo del capítulo, que prefería a Buternec.

## Entrada al servicio del rey
En 1683, tras un concurso en Versalles organizado por el rey, y gracias a su apoyo, ocupó uno de los puestos como maestro asistente de la Capilla Real con Pascal Collasse, Guillaume Minoret y Nicolas Goupillet. Era el responsable del cuarto trimestre de octubre, probablemente de dos de las cuatro fiestas principales de la Capilla, Todos los Santos y Navidad. Finalmente sucedió solo a sus tres colegas a partir del 1 de julio de 1715. De hecho, estos últimos no fueron capaces de cumplir con sus deberes.
Delalande pasará ya toda su carrera al servicio del rey. Llegó a ocupar los principales cargos de la administración musical, entre ellos, en enero de 1689 -tenía sólo 31 años- el de Superintendente de Música de Cámara.
La mayor parte de su obra consiste en grandes motetes, compuestos para las misas del rey.
    “En el propio París, la Sainte-Chapelle y Notre-Dame desempeñaban un papel protagonista. Pero a partir de la mayoría de edad de Luis XIV, la capilla real tendió a convertirse en el centro privilegiado de la música sacra. El rey asistía al servicio todos los días..."
— Jean-François Paillard, Música clásica francesa, p.65